# قائمة مؤلفات ابن المطهر الحلي
قائمة مؤلفات العلامة الحلّي هي مجموعة من الكتب والرسائل العلمية التي كتبها العلامة الحلّي (المتوفى 726 هـ)، هو فقيه ومتكلم شيعي في العلوم المختلفة كالفقه وأصول الفقه، والكلام، والحديث، والتفسير والرجال، والفلسفة والمنطق ولازالت هذه المؤلفات من أهم المصادر التي يراجع إليها في الحوزة العلمية. يختلف البعض حول عدد مؤلفات العلامة. كما أورد العلامة في خلاصة الأقوال أنّ له 57 مؤلف.
يذكر محسن الأمين في أعيان الشيعة: أنّ مؤلفات العلامة تتجاوز عن مائة كتاب، وقد رأيت 95 منها وبعضها تتكون من عدّة أجزاء. كما یضیف بأنّ كتاب الروضات من تأليف العلامة هو حصيلة ألف كتاب محقق. كما أورد الميرزا محمد علي المدرّس في ريحانة الأدب أنّ للعلامة 120 مؤلَف، وعدّ في كتاب كلشن الأبرار ما يقارب 110 مؤلَف للعلامة.

## القرآن وعلومه
- نهج الإيمان في تفسير القرآن
- القول الوجيز في تفسير الكتاب العزيز.

## الحديث وعلومه
- استقصاء الاعتبار في تحقيق معاني الأخبار
- مصابيح الأنوار في جمع جميع الأخبار .
- الدّر والمرجان في الأحاديث الصحاح و الحسان
- النهج الوضاح في الأحاديث الصحاح
- جامع الأخبار
- جواهر المطالب في فضائل أمير المؤمنين علي بن أبي طالب
- كشف اليقين في فضائل أمير المؤمنين
- شرح الكلمات الخمس لأميرالمؤمنين
- مختصر شرح نهج البلاغة
- شرح حديث قدسي

## علم الرجال
- خلاصة الأقوال في معرفة الرجال
- كشف المقال في معرفة الرجال
- إيضاح الاشتباه في أسماء الرواة.

## العقيدة
- التناسب بين الأشعرية وفرق السفسطائية.
- منتهی الوصول إلی علمي الكلام والأصول.
- منهاج اليقين في أصول الدين
- كشف المراد في شرح تجريد الاعتقاد
- أنوار الملكوت في شرح فص الياقوت
- نظم البراهين في أصول الدين
- معارج الفهم في شرح النظم
- الأبحاث المفيدة في تحصيل العقيدة
- كشف الفوائد في شرح قواعد العقائد،
- مقصد الواصلين في معرفة أصول الدين
- نهج المسترشدين في أصول الدين.
- مناهج الهداية ومعارج الدراية
- منهاج الكرامة في معرفة الإمامة
- نهج الحق وكشف الصدق
- نهاية المرام
- استقصاء النظر في القضاء والقدر
- الرسالة السعدية في أصول الدين وفروعه
- الألفين، الفارق بين الصدق والمين
- تسليك النفس إلى حظيرة القدس.
- المباحث السنية والمعارضات النصيرية
- المباحث: أربعون مسألة كلامية
- الباب الحادي عشر
- إثبات الرجعة
- أربعون مسألة في أصول الدين
- إيضاح مخالفة السنة للكتاب والسنة
- تحصيل السداد في شرح واجب الاعتقاد (الاعتماد)
- التعليم التام في الحكمة والكلام
- تهذيب النفس في معرفة المذاهب الخمس
- جواب السؤال عن حكمة النسخ في الأحكام الإلهية
- رسالة في خلق الأعمال
- تهذيب النفس في معرفة المذاهب الخمس
- رسالة في بطلان الجبر.
- رسالة في تحقيق معنى الإيمان
- نهاية المرام في علم الكلام.
- منهاج الصلاح في اختصار المصباح.

## علم الأصول
- النكت البديعة في تحرير الذريعة
- غاية الوصول وإيضاح السبل
- مبادئ الوصول في علم الأصول
- تهذيب الوصول إلى علم الأصول.
- نهاية طريق الوصول إلى علم الأصول
- نهج الوصول إلى علم الأصول.

## الفقهية
- منتهی المطلب فی تحقيق المذهب.
- تلخيص المرام في معرفة الأحكام.
- غاية الأحكام في تصحيح تلخيص المرام
- تحرير الأحكام الشرعية على مذهب الإمامية.
- مختلف الشيعة في أحكام الشريعة
- تبصرة المتعلمين في أحكام الدين
- المنهاج في مناسك الحاج
- تذكرة الفقهاء.
- مناسك الحج
- إرشاد الأذهان في أحكام الإيمان
- قواعد الأحكام في معرفة الحلال والحرام
- مدارك الأحكام.
- نهاية الأحكام في معرفة الأحكام
- سبيل الأذهان إلى أحكام الإيمان
- تسليك الأفهام في معرفة الأحكام
- تنقيح قواعد الدين المأخوذة عن آل ياسين
- جوابات المسائل المهنائية الأولى.
- المعتمد في الفقه
- حاشية التلخيص.
- رسالة في واجبات الحج وأركانه
- رسالة في واجبات الوضوء والصلوة
- قواعد الإسلام

## الحكمة والفلسفة
- القواعد والمقاصد في المنطق والطبيعي والإلهي
- الأسرار الخفية في العلوم العقلية
- كاشف الأستار في شرح كشف الأسرار
- المقاومات (المقامات الحكمية)
- حل المشكلات من كتاب التلويحات
- شرح حكمة الإشراق.
- إيضاح التلبيس من كلام الرئيس
- إيضاح المقاصد من حكمة عين القواعد
- كشف الخفاء من كتاب الشفاء للشيخ ابن سينا
- مراصد التدقيق ومقاصد التحقيق
- المحاكمات بين شراح الإشارات
- الإشارات إلى معنى الإشارات
- بسط الإشارات
- إيضاح المعضلات من شرح الإشارات لأستاذه الطوسي
- تجريد الأبحاث في معرفة العلوم الثلاث، المنطق والطبيعي والإلهي.

## المنطق
- الدرّ المكنون في علم القانون
- القواعد الجلية في شرح الرسالة الشمسية
- الجوهر النضيد في شرح منطق التجريد
- نهج العرفان في علم الميزان
- آداب البحث
- رسالة في آداب البحث والمناظرة
- النور المشرق في المنطق.

## الأدعية
- الأدعية الفاخرة المنقولة عن الأئمة الطاهرة

## النحو و اللغة
- كشف المكنون من كتاب القانون
- بسيط الكافية للشيخ ابن الحاجب
- المقاصد الوافية بفوائد القانون والكافية
- المطالب العلية في علم العربية.
- لب الحمكة
- أشعار في مواضيع مختلفة وقصيدة مطولة حول العلم والمال

## متفرقة
- آداب البحث
- جوابات المسائل المهنائية الأولی.
- جوابات المسائل المهنائية الثانية
- جواب السؤال عن حكمة النسخ
- جوابات ابن حمزة.
- وصية العلامة الحلّي لولده فخر المحققين
- مسائل سيد علاء الدين
- تحصيل الملخص.